# Demethylace
Demethylace je chemická reakce, při které se z molekuly odštěpuje methylová skupina (CH3). Obvykle probíhá s účastí atomu vodíku, čímž se z molekuly odstraňují dva atomy vodíku a jeden atom kyslíku.
Opačnou reakcí je methylace.

## V biochemii
V živých organismech jsou demethylace katalyzovány enzymy nazývanými demethylázy. Tyto enzymy oxidují N-methylové skupiny, například u histonů a některých druhů DNA:
R2N-CH3 + O → R2N-H + CH2O
Mezi demethylázy patří některé enzymy ze skupiny cytochromu P450.
Alfa-ketoglutarát-dependentní hydroxylázy, jež demethylují DNA, fungují podobně.
Demethylace těmito enzymy usnadňuje skutečnost, že vazby C-H u uhlíků napojených na aminy bývají slabé.

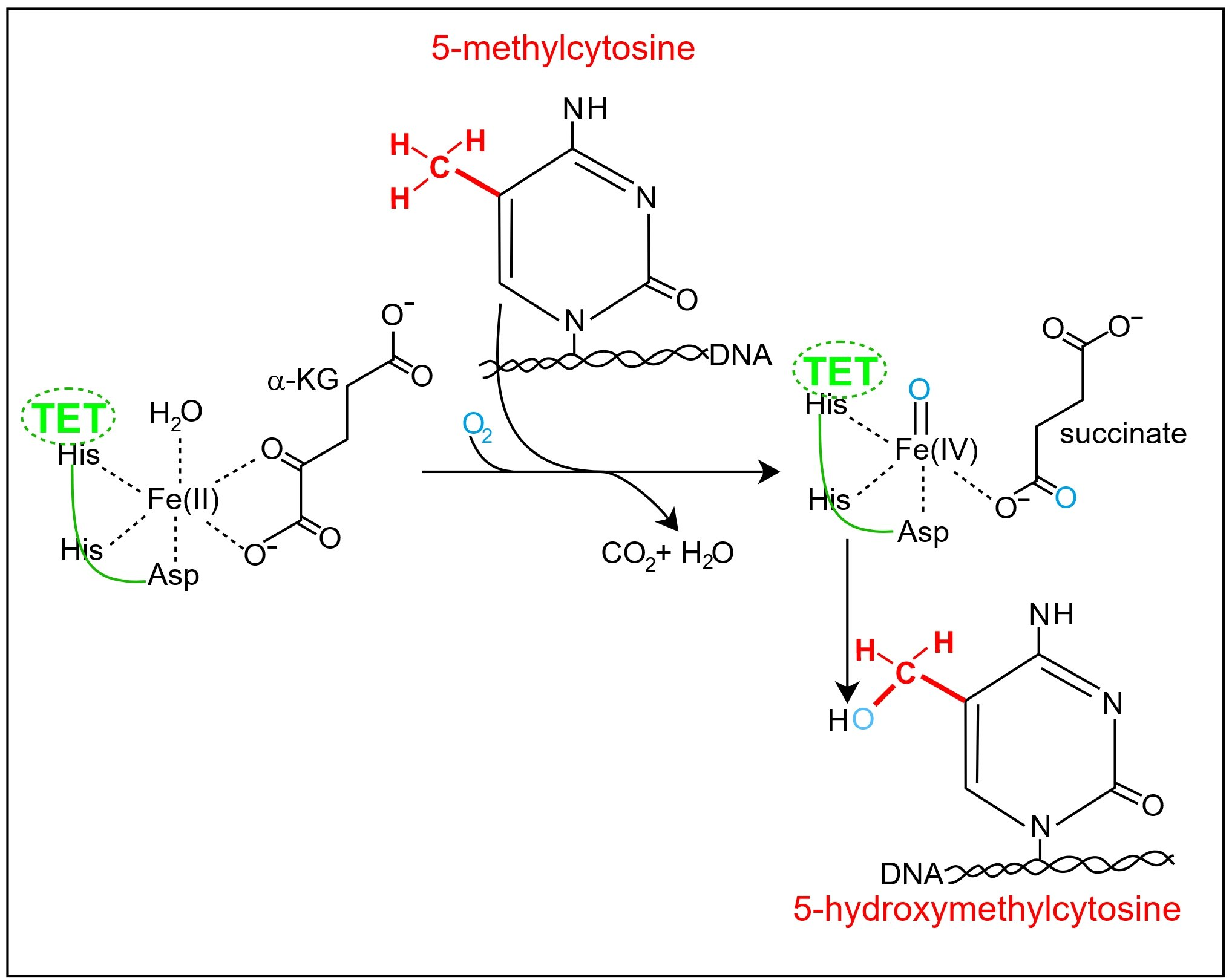
Přeměna 5-methylcytosinu na 5-hydroxymethylcytosin pomocí enzymu TET, α-ketoglutarátu, a železnatých iontů

5-methylcytosiny v DNA mohou být demethylovány TET enzymy. TET enzymy patří mezi dioxygenázy nazývané alfa-ketoglutarát-dependentní hydroxylázy. TET enzymy katalyzují oxidace využívající jeden atom kyslíku, vzniklý z dvouatomové molekuly kyslíku (O2), přičemž substrátem je 5-methylcytosinová (5mC) skupina v DNA, která se mění na 5-hydroxymethylcytosinovou; při reakci se také oxiduje α-ketoglutarát na sukcinát a oxid uhličitý.
Prvním krokem je navázání α-ketoglutarátu a 5-methylcytosinu na aktivní místo enzymu. TET enzymy mají katalytická jádra, která obsahují dvojitě skládané β-helixy. Alfa-ketoglutarát se na železnaté ionty váže jako bidentátní ligand, přiblížení 5mC zajišťují nevazebné interakce. Aktivní místo TET obsahuje triádový motiv, ve kterém se Fe2+ váže na dva histidinové zbytky a jeden zbytek kyseliny asparagové. Jedna strana této triády se připojuje na Fe2+, a zbylá tři místa jsou pak dostupná pro α-ketoglutarát a O2. TET následně promění 5-methylcytosin na 5-hydroxymethylcytosin, zatímco z α-ketoglutátu se stane sukcinát a CO2.
Demethylace některých sterolů jsou součástmi biosyntézy testosteronu a cholesterolů.
Odštěpované methylové skupiny vytvářejí kyselinu mravenčí.

## V organické chemii
Demethylace jsou častými kroky štěpení etherů, obzvláště arylových; výjimku tvoří N-demethylace aminů (například imipraminu na desipramin).

### Štěpení methyletherů
Arylmethyletherové skupiny jsou obsaženy v ligninu a řadě od něj odvozených sloučenin. Jejich demethylace často vyžadují tvrdé reakční podmínky, například methyletherová skupina vanilinu se odštěpuje za teplot kolem 250 °C a přítomnosti silné zásady. Silnější nukleofily, jako jsou diorganofosfidy (LiPPh2) reagují za mírnějších podmínek. Lze také použít soli thiolátů, například EtSNa.
Reakce může také probíhat v kyselém prostředí; arylmethylethery, jako například kodein (O-methylmorfin), lze demethylovat zahřátím s kapalným hydrochloridem pyridinu, někdy s nadbytkem kyseliny chlorovodíkové, na 180 až 220 °C.
Stanovení arylmethyletherů je možné provést argentometricky prostřednictvím tvorby N-methylpyridiniumchloridu.
Reakce začíná přenosem protonu z pyridiniového iontu na arylmethylether; nevýhodnost tohoto kroku (K < 10−11) způsobuje nutnost tvrdých podmínek a je způsobená nízkou kyselostí pyridinia (pKa = 5,2) oproti protonovanému arylmethyletheru (arylmethyloxoniovému iontu, pKa = –6,7, když aryl = Ph).
Následuje SN2 realce arylmethyloxoniového iontu s methylem navázaným na pyridin, nebo chloridovým iontem (v závislosti na použitém substrátu) za vzniku fenolu a N-methylpyridiniumchloridu, buď přímo, nebo následným přenosem methylové skupiny z methylchloridu na pyridin.
Další postup (také za tvrdých podmínek) je zahřívání etheru refluxovaného v roztoku bromovodíku nebo jodovodíku v koncentrované kyselině octové.
Štěpení etherů kyselinou bromovodíkovou a jodovodíkovou má velmi podobný mechanismus, ve kterém silně kyselý HBr či HI protonuje ether, po čemž následuje odštěpení bromidu či jodidu, což jsou oba velmi dobré nukleofily. Za o něco mírnějších podmínek je reakci možné provést s použitím cyklohexyljodidu (CyI, 10 ekvivalentů) v N,N-dimethylformamidu jako zdroje malého množství jodovodíku.
Bromid boritý lze použít k demethylatcím i za pokojové nebo nižší teploty. Mechanismus takové dealkylace začíná vratným vytvořením aduktu Lewisovy kyseliny a zásady ze silně kyselého BBr3 a zásaditého etheru. Tento meziprodukt se rozpadá na dibromboryloxoniový kation a Br–. Narušení etherové vazby je způsobeno dalším nukleofilním atakem oxoniové sloučeniny bromidem, jehož následkem je vznik aryloxydibromboranu a methylbromidu. Nakonec se uvolní fenol, kyselina boritá (H3BO3) a kyselina bromovodíková (HBr) hydrolýzou dibromboranu po přidání vody.
Aromatické methylethery, obzvláště ty, které mají vedle etherového kyslíku navázané karbonylové skupiny, se dají demethylovat regioselektivně etherátem jodidu hořečnatého.
Demethylace byla použita například při přípravě kalfostinu A.
Demethylovat lze také methylestery, obvykle se toho dosahuje pomocí zmýdelnění. Ke specializovaným druhům demethylace patří mimo jiné Krapchova dekarboxylace:
Směs anetolu, hydroxidu draselného, a alkoholu byla zahřívána v autoklávu. I když byl produktem očekávaný anol, tak se vytvářel také reaktivní produkt dimerizace nazývaný dianol.

### N-demethylace
N-demethylace terciárních aminů se provádějí von Braunovými reakcemi, kdy se používá bromkyan a vytváří se odpovídající nor-sloučeniny. Bromkyan lze nahradit ethylchlorformiátem. Takovéto reakce byly použity na přípravu paxilu z arekolinu a NS-2359.